# Rufus Tiger Taylor
Rufus Tiger Taylor (nacido el 8 de marzo de 1991) es un músico inglés, más conocido como baterista de la banda de rock británica The Darkness desde mayo de 2015, y como baterista de gira para el espectáculo de Queen + Adam Lambert. Es el hijo de Roger Taylor, baterista de Queen.

## Primeros años
Taylor nació el 8 de marzo de 1991 en Londres, hijo del baterista de  Queen,  Roger Taylor y su novia Debbie Leng. Según su padre, el inusual segundo nombre de Rufus, "Tiger", fue elegido por el fallecido cantante principal de Queen Freddie Mercury. Taylor afirma que crecer con la batería lo hizo decidir que quería seguir los pasos de su padre, ya que no estaba interesado académicamente, abandonando la escuela a la edad de 16 años a favor de un curso de instrucción de esquí con conductor de Fórmula 1 Damon Hill.

## Carrera

### 2008–2011: Carrera inicial
La primera aparición notable de Taylor fue el 2008 en Royal Variety Performance, donde tocó la batería para Kerry Ellis y su padre  Roger Taylor de  Queen socio de Brian May a una audiencia que incluye Charles, Príncipe de Gales y su esposa Camilla, duquesa de Cornualles. En 2009, tocó con el afamado músico de Queen Spike Edney como parte de su banda de SAS (Spike's All-Stars). Luego hizo una gira con el espectáculo musical de Queen,  We Will Rock You , y trabajó de nuevo junto a Brian May, así como a su padre con Kerry Ellis en su álbum Anthems, aportando algunas pistas de batería.

### 2011 – presente: Queen + Adam Lambert y The Darkness
En 2011, Taylor actuó junto a su padre, cuando se unió a la colaboración Queen + Adam Lambert como músico de gira, proporcionando batería y percusión para el espectáculo de escenario. Algunos de sus momentos notables en la gira fueron sus "drum battles" con su padre, y asumió el cargo de baterista principal en clásicos de Queen como "Tie Your Mother Down", o en " A Kind of Magic "mientras su padre dejaba el kit para proporcionar voces principales. Taylor se ha unido a la banda en sus dos giras mundiales y sigue siendo un pilar de su show en vivo.
En mayo de 2015, luego de la partida de Emily Dolan Davies, Taylor se convirtió en baterista de la banda de rock inglesa  The Darkness, con el guitarrista Dan Hawkins confirmando la noticia. en un programa de radio del Reino Unido. Más tarde tocó la batería en su quinto álbum Pinewood Smile.
El 3 de septiembre de 2022 toca para los Foo Fighters en un concierto tributo dedicado a Taylor Hawkins. Concierto en el que se recaudaron fondos para causas benéficas.

## Vida personal
Además de su famoso padre, tiene dos medio hermanos mayores de la primera esposa de su padre, Dominique Beyrand: Felix Luther Taylor, quien grabó la canción "Woman You're So Beautiful" como parte del dúo Felix & Arty con su padre; y Rory Eleanor Taylor, doctora en medicina. También tiene dos hermanas menores de su madre y su padre: Tiger Lily (a veces llamada "Tigerlily") Taylor (nacida en 1994), una modelo de moda, y Lola Daisy May Taylor (nacida en 2000).